# Yo Amo Beijing Tiananmen
"Yo Amo Beijing Tiananmen" (Anteriormente escrita como "Yo Amo Pekín Tiananmen") (En Chino Simplificado: 我爱北京天安门; En Chino Tradicional: 我愛北京天安門; Pinyin: Wǒ ài Běijīng Tiān'ānmén) es una canción para niños escrita durante la Era de la Revolución Cultural de China. 

## Historia
El letrista de la canción fue Jin Guolin, un estudiante de 12 años quien estaba en 5.° Grado en 1970, y el compositor fue Jin Yueling, un aprendiz de 19 años de edad de la sexta fábrica de vidrio de Shanghái.   
Esta canción sería parte de una rutina diaria para muchas Escuelas Primarias. Sería cantada siguiendo La Internacional y El oriente es rojo.
Las tres primeras partes del coro de esta canción fueron usadas repetidamente como música de fondo en el infame videojuego japonés del estilo Bootleg para la Consola Super Famicom, Hong Kong 97. El juego, cuya trama envuelve la Transferencia de Soberanía de Hong Kong en 1997, tiene un fuerte sentimiento anticomunista chino, por lo que la canción fue utilizada sarcásticamente.

## Letra
| 我爱北京天安门， 天安门上太阳升； 伟大领袖毛主席， 指引我们向前进。 | 我愛北京天安門， 天安門上太陽升； 偉大領袖毛主席， 指引我們向前進。 | WǒàiBěijīngTiān'ānmén, Tiān'ānménshangtàiyángshēng; Wěidàlǐngxiù Máo zhǔxí, Zhǐyǐnwǒmenxiàngqiánjìn. | Yo Amo la Plaza de Tiananmen El Sol se Eleva Sobre a Plaza de Tiananmen El Grande Líder Presidente Mao Nos lleva a Marchando Para el Frente |